# 前衛美術会
前衛美術会（ぜんえいびじゅつかい）とは日本の美術団体。1947年4月、美術文化協会の分裂に伴い結成。「平和文化革命の達成に前衛美術家の意欲を結集して参加することを決意」し、同年5月、美術文化展と会場を二分して前衛美術展を開催した。1953年からは7回にわたって「ニッポン」展を開催した。機関誌に『前衛美術』『芸術ノート』がある。1975年に改組、名称を齣展と改める。

## 展覧会
| 展覧会名                                        | 会場         | 会期   | 主催                                           | 展示作品（美術館等のデジタル・アーカイブへのリンク）                                             |
| ----------------------------------------------- | ------------ | ------ | ---------------------------------------------- | ------------------------------------------------------------------------------------------------ |
| 第1回前衛美術展                                 | 東京都美術館 | 1947年 | 前衛美術会（主催）                             |                                                                                                  |
| 第2回前衛美術展                                 | 東京都美術館 | 1948年 | 前衛美術会（主催）                             |                                                                                                  |
| 第3回前衛美術展                                 | 東京都美術館 | 1949年 | 前衛美術会（主催）                             |                                                                                                  |
| 第4回前衛美術展                                 | 東京都美術館 | 1950年 | 前衛美術会（主催）                             |                                                                                                  |
| 第5回前衛美術展                                 | 東京都美術館 | 1951年 | 前衛美術会（主催）                             | 山下菊二：植民地工場 （1951）                                                                    |
| 第1回平和のための美術展（第6回前衛美術展）      | 東京都美術館 | 1952年 | 平和のための美術展実行委員会（企画）           |                                                                                                  |
| 課題を持った美術展"ニッポン"（第7回前衛美術展） | 東京都美術館 | 1953年 | 課題を持った美術展"ニッポン"実行委員会（企画） | 山下菊二：あけぼの村物語（1953年）、河原温：浴室1（1953年）                                      |
| 第2回ニッポン展（第8回前衛美術展）              | 東京都美術館 | 1954年 |                                                |                                                                                                  |
| 第3回ニッポン展（第9回前衛美術展）              | 東京都美術館 | 1955年 |                                                |                                                                                                  |
| 第4回ニッポン展（第10回前衛美術展）             | 東京都美術館 | 1956年 |                                                |                                                                                                  |
| 第5回ニッポン展（第11回前衛美術展）             | 東京都美術館 | 1957年 |                                                |                                                                                                  |
| 第6回ニッポン展（第12回前衛美術展）             | 東京都美術館 | 1958年 |                                                | 尾藤豊：シベリア紀行（1958年）                                                                   |
| 第7回ニッポン展（第13回前衛美術展）             | 東京都美術館 | 1959年 |                                                | 石井茂雄：巣の人々 （1959）                                                                      |
| 第14回前衛美術展                                | 東京都美術館 | 1960年 | 前衛美術会（主催）                             | 山下菊二：射角キャンペーン5月26日 （1960）、中村宏：侍の飛行（1960年、（《飛行する侍》から改題） |
| 第15回前衛美術展                                | 東京都美術館 | 1961年 | 前衛美術会（主催）                             | 中村宏：赤い風景（1961年）、中村宏：街路（1961年、《他の場所(5)墓地》から改題）                  |
| 第16回前衛美術展                                | 東京都美術館 | 1962年 | 前衛美術会（主催）                             | 中村宏：血井（２）（1962年）                                                                     |
| 第17回前衛美術展                                | 東京都美術館 | 1963年 | 前衛美術会（主催）                             | 中村宏：飛行機不時着す（1963年）                                                                 |
| アンデパンダン’64（第18回前衛美術展）           | 東京都美術館 | 1964年 | アンデパンダン’64展委員会（企画）              |                                                                                                  |
| 東京芸術柱展（第19回前衛美術展）                | 東京都美術館 | 1965年 | 前衛美術会（主催）                             |                                                                                                  |
| 東京芸術会議展（第20回前衛美術展）              | 東京都美術館 | 1966年 | 前衛美術会（主催）                             |                                                                                                  |
| 第1回集団個展（第21回前衛美術展）               | 東京都美術館 | 1967年 | 前衛美術会（主催）                             |                                                                                                  |
| 第2回集団個展（第22回前衛美術展）               | 東京都美術館 | 1968年 | 前衛美術会（主催）                             |                                                                                                  |
| 第3回集団個展（第23回前衛美術展）               | 東京都美術館 | 1969年 | 前衛美術会（主催）                             |                                                                                                  |
| 第1回齣展（第24回前衛美術展）                   | 東京都美術館 | 1970年 | 前衛美術会（主催）、齣展委員会（企画）         |                                                                                                  |
| 第2回齣展（第25回前衛美術展                     | 東京都美術館 | 1971年 | 前衛美術会（主催）、齣展委員会（企画）         | 中村宏：HUDSON-C62（1971年）                                                                     |
| 第3回齣展（第26回前衛美術展                     | 東京都美術館 | 1972年 | 前衛美術会（主催）、齣展委員会（企画）         |                                                                                                  |
| 第4回齣展（第27回前衛美術展                     | 東京都美術館 | 1973年 | 前衛美術会（主催）、齣展委員会（企画）         |                                                                                                  |
| 第5回齣展（第28回前衛美術展                     | 東京都美術館 | 1974年 | 前衛美術会（主催）、齣展委員会（企画）         | 中村宏：B727（1974年）                                                                           |
| 第6回齣展（第29回前衛美術展                     | 東京都美術館 | 1975年 | 前衛美術会（主催）、齣展委員会（企画）         |                                                                                                  |

※第7回齣展（1976年）以後は、前衛美術会から改称した「齣展」が主催。